# Grandes Philippines
 (février 2025).
Les Philippines, en vertu de leurs prétentions territoriales, revendiquent divers territoires, parmi lesquels figurent les îles Spratleys, certaines portions du nord de Bornéo ainsi que le récif de Scarborough.

## Principaux territoires revendiqués

### Îles de la mer de Chine méridionale

Cette carte dépeint la zone approximative correspondant à la délimitation officielle de la mer des Philippines occidentales au sein de la mer de Chine méridionale. Cette région englobe les îles Spratleys ainsi que le récif de Scarborough, qui font l'objet de revendications territoriales de la part des Philippines.

Le gouvernement des Philippines revendique les îles Spratleys, situées au sein de sa zone économique exclusive dans la mer de Chine méridionale, comme intégrant son territoire national. En outre, l'administration philippine a désigné la partie orientale de cette mer comme étant la « mer des Philippines occidentales ».

#### Haut-fond de Scarborough
Le récif de Scarborough, plus précisément désigné comme un ensemble d'îles, d'atolls et de récifs plutôt que comme un simple haut-fond, se trouve dans la mer de Chine méridionale. La masse continentale la plus rapprochée est la ville de Palauig, située dans la province de Zambales, sur l'île de Luçon, à une distance de 221 kilomètres. Ce récif est approximativement distant de 198 kilomètres à l'ouest de la baie de Subic.
Les Philippines, la Chine et Taïwan prétendent tous revendiquer ce territoire.
En avril  2012, les Philippines ont formulé des accusations contre des navires chinois, leur reprochant de se livrer à des activités de pêche illégale. En conséquence, les autorités philippines ont requis que ces embarcations cessent immédiatement leurs opérations et se retirent des eaux contestées.
Les Philippines revendiquent leur souveraineté sur le haut-fond de Bajo de Masinloc en s’appuyant sur les principes établis par le droit international public régissant les méthodes légales d’acquisition de la souveraineté. Parmi ces critères – qui incluent l’occupation effective, la cession, la prescription, la conquête et l’accrétion –, les Philippines soutiennent avoir exercé à la fois une occupation et une juridiction effectives sur Bajo de Masinloc depuis leur indépendance. À cet égard, il est affirmé que des drapeaux ont été plantés sur certaines îles et qu’un phare y a été construit, ces éléments ayant été dûment signalés à l’Organisation maritime internationale. Par ailleurs, les forces navales philippine et américaine ont utilisé cette zone comme zone d’impact, tandis que le ministère philippin de l’Environnement et des Ressources naturelles a réalisé des études scientifiques, topographiques et maritimes sur le haut-fond. Les pêcheurs philippins exploitent régulièrement cette zone pour leurs activités de pêche, la considérant comme leur domaine traditionnel. En outre, des interventions répétées ont eu lieu, au cours desquelles des pêcheurs chinois ont été appréhendés par la marine philippine pour avoir employé des méthodes de pêche illégales et pour avoir capturé des espèces marines menacées.
La base juridique sur laquelle repose l'affirmation des Philippines se fonde sur le droit international régissant l'acquisition de la souveraineté. En conséquence, le gouvernement philippin clarifie que sa prétention à établir une zone économique exclusive (ZEE) autour du haut-fond de Scarborough se distingue de la souveraineté qu'il exerce directement sur le haut-fond en lui-même.
La fondation chinoise de cette assertion repose sur l'idée que le haut-fond, d'après les sources chinoises, aurait été découvert pour la première fois par des explorateurs chinois au XIIIe siècle et aurait été historiquement exploité par les pêcheurs chinois.

#### Îles Spratleys
Les Philippines revendiquent au sein de l'archipel des îles Spratleys un total de cinquante-deux reliefs. Parmi ces cinquante-deux éléments géographiques, cinq îles, deux cayes et trois récifs sont actuellement sous l'occupation des Philippines. Ces reliefs comprennent l'île Plane (Patag), l'île Loaita (Kota), l'île Nanshan (Lawak), l'île Thitu (Pagasa), l'île West York (Likas), le Caye Lankiam (Panata), le Northeast Cay (Parola), le récif Irving (Balagtas), le récif Commodore (Rizal) et le Banc Seocnd Thomas (Ayungin). Les autres reliefs revendiqués par les Philippines mais non occupés sont actuellement sous contrôle du Vietnam, de la Chine, de Taïwan ou de la Malaisie. En règle générale, les reliefs du groupe des îles Spratly non revendiqués par les Philippines sont situés à proximité du Vietnam. Le relief le plus éloigné revendiqué par les Philippines est le récif de Ladd, qui est à présent sous l'occupation du Vietnam.
Les Philippines ont institué une municipalité au sein de la province de Palawan, dénommée Kalayaan, en hommage aux diverses caractéristiques géographiques découverts sur l'île de Pag-asa.

### Nord de Bornéo

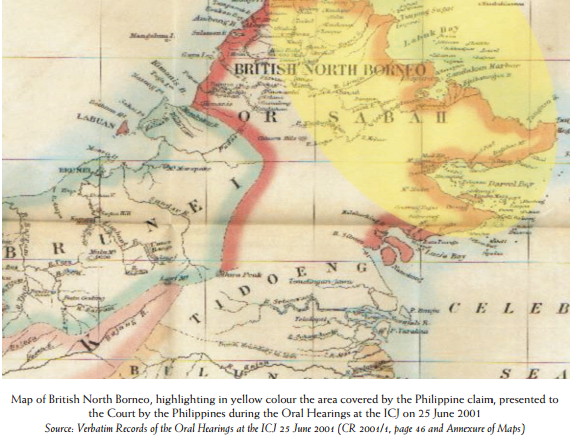
Carte du nord de Bornéo britannique, illustrant la région en jaune correspondant à la revendication des Philippines sur l'est de Sabah, telle que présentée par le gouvernement philippin devant la Cour Internationale de Justice le 25 juin 2001.

Entre les années 1658 et 1700, le sultanat de Sulu acquit la portion orientale du territoire du nord de Bornéo, à la suite de son intervention dans le conflit civil qui déchirait Brunei. Cette aide décisive contribua à mettre fin aux hostilités au sein du royaume brunéien. Conséquemment, l'archipel de Sulu fut sous l'emprise des Espagnols, tandis que la région septentrionale de Bornéo, se trouvant sous l'influence des sultans de Brunei et de Sulu, passa sous l'administration britannique après que ces souverains eurent consenti à céder leur autorité. Les zones occidentale et orientale du nord de Bornéo furent ainsi désignées sous le nom collectif de Nord de Bornéo,.
Dans le cadre de son processus de décolonisation, amorcé en 1946, la Grande-Bretagne intégra Sabah dans la nouvelle Fédération de Malaisie. Les Philippines, ayant déjà acquis leur indépendance des États-Unis, exprimèrent leur opposition à la formation de la Malaisie et revendiquèrent l'ensemble du territoire du nord de Bornéo sous l'administration du président Diosdado Macapagal. Néanmoins, lors d'une réunion destinée à la planification de Maphilindo, le gouvernement philippin déclara qu'il ne s'opposait pas à la création de la Malaisie, mais affirma que le sultan de Sulu réclamait un dédommagement de la part du gouvernement britannique. En réponse à cette situation, le premier Premier ministre malaisien, Tunku Abdul Rahman, annonça son intention de retourner à Kuala Lumpur afin de protester contre les revendications des Philippines.
Le dictateur philippin Ferdinand Marcos relança ultérieurement cette assertion en formant un certain nombre de combattants Moro dans le cadre d'une mission secrète dénommée Opération Merdeka. Cependant, lorsque les recrues prirent connaissance de la véritable nature de leur mission, la majorité d'entre elles exigea de retourner chez elles, refusant de s'en prendre à leurs compatriotes musulmans de Sabah. Leur demande fut rejetée ; Marcos ne fit pas rapatrier ses soldats. Au contraire, la plupart des combattants furent exécutés lors d'un épisode tristement célèbre connu sous le nom de massacre de Jabidah. Cet événement provoqua l'émergence d'une insurrection dans le sud des Philippines, et la revendication du territoire fut intensifiée par d'autres prétendants au trône du défunt sultanat de Sulu. Ces prétendants, se proclamant chacun comme nouveau sultan de Sulu, cherchèrent à légitimer leur statut avec le soutien de certains politiciens du gouvernement central philippin désireux d'incorporer Sabah aux Philippines. Aujourd'hui, de nombreux prétendants et hommes politiques philippins invoquent principalement le paiement du loyer promis par la Malaisie comme raison de la reprise de ce territoire et présentent également cet argument devant la Cour internationale de Justice (CIJ).

## Voir également
- Affaire de l'île de Palmas
- Liste des différends frontaliers internes aux Philippines

## Complémentaires
- Lowell B. Bautista, « The Historical Context and Legal Basis of the Philippine Treaty Limits », Asian-Pacific Law & Policy Journal, vol. 10, no 1,‎ 2008 (lire en ligne [archive du 11 octobre 2010])
- Bautista, « The Implications of Recent Decisions on the Territorial and Maritime Boundary Disputes in East and Southeast Asia », maritime energy resources in asia Legal Regimes and Cooperation : NBR Special Report #37, Academia.edu, février 2012
- Bautista, « The Legal Status of the Philippine Treaty Limits In International Law », Aegean Review of the Law of the Sea and Maritime Law, Academia.edu, vol. 1,‎ 1er janvier 2010, p. 111–139 (DOI 10.1007/s12180-009-0003-5, S2CID 153653227, lire en ligne)
- Bautista, « The Historical Background, Geographical Extent and Legal Bases of the Philippine Territorial Water Claim », The Journal of Comparative Asian Development, vol. 8, no 2,‎ fall 2009, p. 365–395 (DOI 10.1080/15339114.2009.9678488, S2CID 219624498, lire en ligne)